# Sapoot
Pour plus de détails, voir Fiche technique et Distribution.
 Sapoot est un film indien de Bollywood réalisé par Jagdish A. Sharma sorti le 11 août 1996.

## Distribution
- Akshay Kumar: Prem
- Sunil Shetty: Raj Singhania
- Karisma Kapoor: Pooja
- Sonali Bendre: Kajal
- Johnny Lever: Deva
- Mukesh Rishi: Tejeshwar
- Prem Chopra: Dhaneshwar
- Mahavir Shah: ACPC
- Shalini Kapoor Sagar:  Anjali
- Avtar Gill: Masterji
- Kader Khan: Singh ania

## Box-office
- Box-office en Inde : 75 000 000 roupies[1].